# Renato Polselli
Renato Polselli (Arce, 26 de febrer de 1922 – Roma, 1 d'octubre de 2006) va ser un director i guionista de cinema italià. Va dirigir més de vint pel·lícules entre 1952 i 2000. També va ser guionista i va protagonitzar el western Mezzo dollaro d'argento (1965). Usava diversos pseudònims: Ralph Brown, Ralph Browne, Preston Leonide, Guglielmo Renato Polselli i Leonide Preston.

## Biografia
Llicenciat en filosofia, va dirigir alguns melodrames a la dècada de 1950 abans de dedicar-se amb cert èxit al gotico all'italiana amb títols com L'amante del vampiro (1960) i Il mostro dell'Opera (1964), alternant pel·lícules dramàtiques (Solitudine, 1961), comèdies (Avventura al motel amb Franco e Ciccio) i musicals (Mondo pazzo... gente matta!, 1966)
A principis dels anys 1970 es va dedicar a la producció de pel·lícules visionàries i transgressores, tenyides de psicodèlia i teories llibertàries parapsicològiques (La verità secondo Satana, 1970; Riti, magie nere e segrete orge nel trecento, 1971; Rivelazioni di uno psichiatra sul mondo perverso del sesso, 1971, Mania, 1974).
El 1980 es va distribuir laboriosament la pel·lícula Oscenità, una substitució d'una obra rodada per Polselli el 1973 i bloquejada per la censura. La següent Marina e la sua bestia n. 2, amb Marina Lothar, circulava exclusivament per les sales de llums vermells.
En els darrers anys, l'obra de Polselli ha estat revisada per la crítica, que s'ha centrat sobretot en la seva producció de terror i en la barroca i excessiva dels anys setanta, fins a atribuir-li la fama d'"autor maleït".